# Chiesa dei Santi Giovanni Battista e Antonio Abate (Vespolate)
La chiesa dei Santi Giovanni Battista e Antonio Abate è la parrocchiale di Vespolate, in provincia e diocesi di Novara; fa parte dell'unità pastorale della Bassa Novarese.

## Storia
La primitiva parrocchiale di Vespolate era la pieve di San Giovanni Battista, mentre in paese fu eretto un oratorio probabilmente tra la fine del XIV e l'inizio del XV secolo. Questo oratorio era di proprietà della confraternita del Corpus Domini, che nel 1535 si accordò con il parroco e con i consoli del paese per demolirlo e fa sorgere al suo posto la nuova parrocchiale. La parrocchialità venne trasferita nel 1543 nella nuova chiesa, la cui consacrazione fu impartita il 25 giugno 1590 dal vescovo Cesare Speciano.
Nel 1772 il presbiterio ed il coro vennero ricostruiti con forme maggiori andando a occupare parte dell'area in cui antecedentemente sorgeva il camposanto.
Nel 1827 fu innalzata su disegno del novarese Luigi Orelli la nuova facciata in stile neoclassico.
Tra la seconda metà dell'Ottocento e il Novecento l'edificio fu oggetto di vari interventi di restauro, di abbellimento e di ripristino; tra il 2011 ed il 2012 anche il campanile venne ristrutturato.

## Descrizione

### Esterno
La facciata della chiesa è a salienti e presenta lesene ioniche e, in due nicchie, altrettante statue raffiguranti i santi Giovanni Battista ed Antonio Abate.

### Interno
Opere di pregio conservate all'interno della chiesa, che è a tre navate con cappelle laterali, sono un affresco cinquecentesco che rappresenta Santa Liberata, la tela ad olio che ha come soggetto la  Beata Vergine Maria con il Bambino fra san Giovanni e sant'Antonio, realizzata da Gabriele Bossi nel 1572, la statua raffigurante il Sacro Cuore, i settecenteschi stalli del coro e la pala di Santa Eurosia, eseguita da un anonimo pittore novarese nel 1753.